# Litosfera
Litosfera je kamena Zemljina kora i gornji plašt, koja se procesom tektonike ploča klizi po astenosferi. Epirogeneza je proces spora i dugotrajna okomitog pomicanja dijelova litosfere. Građena je od sedimentarnih, metamorfnih i eruptivnih stijena debljine do 100 km. U gornjem sloju prevladavaju silicij i aluminij, u donjem sloju silicij i magnezij. Povećanjem dubine rastu tlak i temperatura. Litosfera nije kontinuirana već je razbijena u nekoliko većih zasebnih čvrstih blokova ili ploča, koje se kreću neovisno jedan od druge. Ovo pomicanje litosfernih ploča po astenosferi opisano je kao kretanje tektonskih ploča. Kada se susretnu oceanska i kontinentalna ploča, teža oceanska ploča (sastoji se uglavnom od bazalta, specifične težine oko 3.0 ili periodita, specifične težine oko 3.3) podvlači se pod lakšu kontinentalnu ploču (sastoji se uglavnom od granita, specifične težine oko 2.7).